# David Monrad Johansen
David Monrad Johansen (Vefsn, Mosjøen, Halsøya, 8 november 1888 – Bærum, 20 februari 1974) was een Noors pianist, componist en muziekcriticus.

## Achtergrond
David Monrad Johansen werd als vijfde kind van zeven geboren binnen het gezin van handelaar Mikal Dass Johansen (1856-1894) en Marie Kathrine Bärnholt Barth (1859-1939). Het gezin werd geplaagd door ziekten, broers en zusters stierven vroeg en ook zijn vader stierf voortijdig toen David Monrad zes jaar was. Zijn moeder hertrouwde wel, maar scheidde daarna weer snel. Het gezin vertrok toen naar Oslo, waar een pension gehouden werd. De overstap naar de grote stad maakte in de aanstaande componist heimwee naar rustiger oorden los. Zelf huwde hij in 1917 Amunda Holmsen van wie hij in 1959 scheidde; vervolgens huwde hij Signe Sundt. Uit dat eerste huwelijk kwam componist Johan Kvandal voort. In Oslo ligt in de componistenbuurt de Monrad Johansen vei.

## Muziek
Het zag er in eerste instantie niet naar uit dat hij pianist etc. zou worden. Hij begon als slagwerker in het plaatselijk orkest van Mosjøen. Hij schakelde vervolgens over naar althoorn en trompet in dat dorpsorkest. Toen hij tien jaar oud was volgde muziekonderwijs op de piano door de plaatselijke muziekleraar Valborg Stockfleth. Verdere educatie vond plaats in Oslo bij Per Winge, Christian Johnson en Karl Nissen. Hij moest zijn studie onderbreken vanwege epilepsie. Hij zette echter door en kreeg zijn plaatselijk concertdebuut in 1910, historisch gezien was zijn debuut in Oslo belangrijker (1913). Ondertussen kreeg hij lessen in muziektheorie van Per Steenberg, Catharinus Elling en Iver Holter. Holter was een van de belangrijkste mensen binnen de Noorse muziekwereld toen. Als uitvoerend musicus trad hij veelvuldig op als begeleider. Hij trok naar Berlijn om daar in de leer te gaan bij Engelbert Humperdinck  Hij maakte daar kennis met de muziek van Arnold Schönberg en Claude Debussy waardoor zijn schrijfstijl richting impressionisme opschoof. Toch keerde hij daarvan terug en ging zich verdiepen in de Noorse volksmuziek, zoals eerder Grieg ook deed. Een van de voorbeelden daarvan is Voluspå uit 1926 op tekst van Edda, dat zowel in Noorwegen als daarbuiten te horen was. Een jaar eerder kon Johansen leven van een staatstoelage. Hij bleef niet tevreden met zijn stijl en ging in de leer bij de modernere componist Fartein Valen. Ook in 1933 studeerde hij verder. Hij wilde de klassieke contrapunt onder de knie krijgen bij Hermann Grabner in Leipzig. De volksmuziek werd weer losgelaten en Johansen wendde zich tot het neoclassicisme. Zijn latere composities lieten dan ook een nieuwe stijlbreuk horen. Zijn  bekendste werk Pan, ter gelegenheid van de 80ste verjaardag van Knut Hamsun, kreeg eveneens internationale uitvoeringen.   
Naast de actieve muziek bezette hij ook tal van functies in besturen van verenigingen binnen de muziek. Hij was een van de oprichters van de Noorse Componistenbond en zat gedurende een aantal jaren in de Raad van Bestuur daarvan. Hij was ook betrokken bij het Oslo Filharmoniske Orkester en gaf leiding aan de muziekafdeling van Norsk Rikskringkasting (Noorse Omroep). Hij zat tevens in het bestuur van TONO (auteursrechten). In die hoedanigheid werd hij in het najaar van 1941 lid van de Nasjonal Samling (Noorse NSB). Hij verdedigde zich met zijn uiteindelijke bedoeling de Noorse muziek te beschermen tegen de Duitse invloeden. De Noorse autoriteiten en muziekwereld zagen dat anders en na de oorlog werd hij uiteindelijk in hoger beroep veroordeeld tot vier jaar dwangarbeid. Die uitgediende straf verhinderde niet of zorgde er juist voor dat Johansen een herkansing kreeg. Zijn muziek werd weer gespeeld en in 1958 werd hij gekozen tot lid van de Kungliga Musikaliska Akademien. Ook werd er ruim aandacht besteed aan zijn zeventigste verjaardag. Zelfs op late leeftijd schreef hij nog werken zoals zijn Fluitkwintet voor het 50-jarig jubileum van de Noorse componsitenvereniging en een strijkkwartet voor het Hindar Kwartet. 
Hij was 1916 tot 1918 muziekcriticus bij Norske Intelligenssedler en vanaf 1925 tot 1925 bij Aftenposten. In 1934 publiceerde hij de eerste grote biografie van Edvard Grieg, die in 1938 ook op de internationale markt verscheen. 

### Werken
Zijn eerste gepubliceerde werk dateert van 1912. Al snel volgde door zijn samenwerking met sterviolist Arve Arvesen zijn sonate voor viool en piano. Zijn meeste werken behoren tot het vergeten repertoire.
- Sange op. 1, waaronder
  - Sjå her er det fagert
  - Ei mor sing op tekst van Idar Handagard
  - Det gjeng seint i bakken
- Tre sange met teksten van Knut Hamsun op. 2
  - Med rose roser
  - Drot
  - Svend Herlufses ord
- Sonate voor viool en piano i A-dur op. 3
- Suite voor orkest op. 4
- Nordlandsbilleder. Suite nr. 1 voor piano op. 5
- Syv sanger, tekster til gammel Norsk folkediktning  (Zeven liederen) op. 6
  - Den varande fugl
  - Nordan for thrand
  - Hjuringen
  - Um morgonen
  - I ulaavadi
  - Reven og bonden
  - I vaagelidann
- Draumkvæe voor mannenkoor op. 7 (1921)
- To portrætter fra middelalderen voor piano op. 8
- Fra Gudbrandsdalen. Suite nr. 2 voor  piano op. 9
- Tre mandskor op. 10
- Jo Gjende. Drama naarv Tore Ørjasæter op. 11
- Prillar-Guri. Suite nr. 3 voor piano op. 12
- Nordlands Trompet. Muziek naar Petter Dass voor zangstem en piano op. 13
  - Salme
  - Vinteren
  - Sommeren
  - Den nordlandske torsk
  - Ved Alstadhaugs praestegaar
  - De spralende sei
  - Epilog
- Ti norske barnerim op. 14
  - Olav Olav kua er Daud
  - Burt i Gypledale
  - Lyd uti loge
  - Gygre Kjerringi
  - Olav Trondsson
  - Mit barn sit paa ei tuva
  - Ro ro til Relteland
  - Kille mine melle
  - Komeno heim
  - Till, till Tara!
- Voluspå op. 15 (1927)
- Sigvat Skald op. 16 (1928)
- Me vigjer vår song, kantate til Sunnmøre Songarlags 30-årsjubileum (Henrik Straumsheim
- Symfonisk fantasi op. 21 (1936)
- Pan – Symfonische muziek voor orkest op. 22 (1939)
- Symfonische variaties en fuga voor orkest op. 23 (1944-1946)
- Suite voor cello en piano op. 24 (1946)
- Fem Bibeltekster voor zangstem en piano op. 25 op teksten van Lucas, Mattheus, Marcus en Johannes
- Kvartett voor piano, viool, altviool en cello op. 26 (1947–1948)
- Pianoconcert  in Es majeur, op. 29 (1956)
- Nordlandske danser voor piano op. 30. (Variaties over Drevjapols)
- Epigramme über norwegische Motive für Kammerorchester, op. 31 (1960)
- Seks Strofiske Sanger, op. 32
  - O Kristelighed
  - Hvad solskinn er
  - Takk vere gud
  - Livssyn
  - Vig og tru
  - For trykkefriheten
- Lamento voor strijkorkest op. 34 (1964)
- Fluitkwintet voor dwarsfluit, twee violen, altviool en cello op. 35 (1967)
- Strijkkwartet op. 36 (1969)

- Gamle Norig for mannenkoor
- Ignis Ardens, cantate
- Kvernslaat voor  piano (1912)
- Nocturne voor zangstem en piano met tekst van Sigbjørn Obstfelder (1966)

### Enkele concerten
- augustus 1913: David Monrad Johansen speelde samen met Arve Arvesen onder meer  Sonate voor viool en piano nr. 1 van Alf Hurum
- 19 oktober 1913: Solist bij een concert met de voorloper van het Oslo Filharmoniske Orkester onder leiding van Alfred Andersen-Wingar, waarbij Johansen werken speelde van Edvard Grieg (Ballade opus 24), Alf Hurum en hemzelf (Akvarel, Kværnslaat)
- 27 februari 1915: Concert met Agnes Hanson-Hvoslef en Arve Arvesen met Johansens Sonate voor viool en piano en vijf liederen

- Bibsys: 90056233
- Gemeinsame Normdatei: 117162035
- International Standard Name Identifier: 0000 0001 1455 6139
- KulturNav: b9028722-f6d7-4fe6-ab13-a9d3d38aa22d
- Library of Congress Control Number: n83046934
- MusicBrainz: abc75aca-1231-4b83-a3ca-a2d6149cac7c
- Nationale Bibliotheek van Tsjechië: jn20000703115
- Nationale Bibliotheek van Israël: 987007263571005171
- Nederlandse Thesaurus van Auteursnamen: 268428832
- Istituto Centrale per il Catalogo Unico: DDSV103542
- LIBRIS: 64851
- Système universitaire de documentation: 178882658
- Virtual International Authority File: 116116365
- WorldCat: E39PBJtmvqpfDBtYvFwmjhYXVC